# رود وولچیا
رود وولچیا (انگلیسی: Volchya) یک رودخانه در استان لنینگراد کشور روسیه است.